# 23.ᵉʳ Regimiento de Marines
El 23.er Regimiento de Marines (en inglés: 23rd Marine Regiment, 23rd Marines) es un regimiento de infantería de reserva del Cuerpo de Marines de los Estados Unidos. Está acuartelado en San Bruno, California y está bajo el mando de la 4.ª División de Marines y la Reserva del Cuerpo de Marines de los Estados Unidos.
El regimiento comprende veinte unidades que están geográficamente dispersas a través de ocho estados desde California a Alabama. El regimiento consiste de marines  reservistas y en servicio activo, y de personal de la Armada en servicio activo. El cuartel general del regimiento está localizado en San Bruno, California.

## Misión
Realizar operaciones mecanizadas, de armas combinadas y otras operaciones expedicionarias con el propósito de apoyar planes de conflicto de teatro y operaciones de contingencia. El regimiento está preparado para ser desplegado como un elemento subordinado principal de la 4.ª División Marines.

## Unidades subordinadas
- Compañía Cuartel General y Servicios 23.erRegimiento de Marines (HQ/23) – San Bruno, California
- 1.er Batallón 23.er Regimiento (1/23) – Ellington Field, Texas
- 2.º Batallón 23.er Regimiento (2/23) – Pasadena, California
- 3.er Batallón 23.er Regimiento (3/23) – Bridgeton, Missouri
- 2.º Batallón 24.º Regimiento (2/24) – Chicago, Illinois
- Compañía de Camiones 23.er Regimiento de Marines – Nellis AFB, Nevada

## Historia

### Segunda Guerra Mundial
El 23.er Regimiento de Marines fue activado el 20 de julio de 1942 en New River, Carolina del Norte; fue asignado a la 4.ª División de Marines en febrero de 1943 y reubicado en julio de 1943 a Camp Pendleton, California.
Durante la Segunda Guerra Mundial, el 23.er Regimiento de Marines participó en las siguientes campañas: Kwajalein, Saipán, Tinian y la Batalla de Iwo Jima. Durante los combates que ocurrieron en el Teatro del Pacífico, cuatro marines recibieron la Medalla de Honor:
- Richard B. Anderson, 2/23, Kwajalein
- Joseph W. Ozbourn, 1/23, Tinian
- Darrell S. Cole, 1/23, Iwo Jima
- Douglas T. Jacobson, 3/23, Iwo Jima

En octubre de 1945 el regimiento fue enviado a Camp Pendleton y posteriormente fue desactivado el 15 de noviembre de 1945.

### Década de 1950 a la década de 1990
El 23.ᵉʳ Regimiento de Marines fue reactivado el 1 de febrero de 1966 en Alameda, California y fue asignado el mismo mes a la 4.ª División de Marines.
El 3.ᵉʳ Batallón, 23.ᵉʳ Regimiento fue activado en noviembre de 1990 y fue desplegado a Arabia Saudita para la Operación Desert Shield. El 3/23 fue asignado al 8.º Regimiento de Marines de la 2.ª División de Marines y fue desplegado a lo largo de la frontera entre Kuwait y Arabia Saudita para realizar operaciones de patrullaje y de seguridad.
Dos días antes del "día G", el 3/23 realizó un ataque en Umm Gudair, Kuwait para asegurar posiciones adelantadas para la artillería que debía apoyar el ataque contra Kuwait. Con esta acción, el 3/23 se convirtió en la primera unidad de la 2.ª División de Marines en entrar en combate desde la Segunda Guerra Mundial. El 3/23 continuó avanzando como parte del 8.º Regimiento de Marines, participando en acciones de combate en Kuwait City cuando se puso en efecto el cese del fuego.
En diciembre de 1990, el 2.º Batallón y el 1.ᵉʳ Batallón fueron activados en enero de 1991 como parte del 23.er de Infantería de Marina los que fueron movilizados por orden presidencial para apoyar la Operación Desert Shield y la Operación Tormenta del Desierto. El 2/23 respondió a la erupción del Monte Pinatubo en Filipinas en el año 1991 para proporcionar ayuda humanitaria crítica.

### Guerra Global contra el Terror
El 23.er Regimiento de Marines, completo o en forma parcial, ha sido activado múltiples veces, incluyendo el año 2003, 2006, y 2009. En junio de 2012, la Compañía Cuartel General Regimental del 23.er Regimiento fue desplegada a Barbados, en el ejercicio "Caribbean for Tradewinds 2012".

## Galardones de la unidad
Una mención o encomio de unidad es un galardón que es otorgado a una organización por la acción citada. A los miembros de la unidad que participaron en dichas acciones se les permite usar en sus uniformes dichos galardones como  distintivos de cinta. Adicionalmente la unidad está autorizada a colocar los gallardetes apropiados en la bandera de la unidad. Al 23.er Regimiento de Marines le han sido otorgadas las siguientes distinciones:
| Gallardete | Cinta                                                 | Galardón                                   | Año(s) | Información adicional |
| ---------- | ----------------------------------------------------- | ------------------------------------------ | ------ | --------------------- |
|            | Bronze star                                           | Mención Presidencial de Unidad             |        |                       |
|            |                                                       | Mención de Unidad de la Armada             |        |                       |
|            | Bronze star · Bronze star · Bronze star · Bronze star | Medalla de la Campaña Americana            |        |                       |
|            |                                                       | Medalla de Victoria Segunda Guerra Mundial |        |                       |